# Лефтерис Мацукас
Лефтерис Мацукас (грч. Λευτέρης Ματσούκας; Пиреј, 7. марта 1990) грчки је фудбалер, који тренутно наступа за Динамо из Врања. Висок је 176 центиметара и игра на позицији крилног нападача. Бивши је кадетски и омладински репрезентативац Грчке.

## Каријера
Мацукас је фудбалом почео да се бави у академији у Олимпијакоса, где је прошао све млађе категорије. Потписавши свој први уговор, недуго затим је прикључен првом тиму тог клуба, а свој први званични наступ забележио је на утакмици Суперлиге Грчке, против Ксантија, 29. децембра 2007. Након позајмица Егалеу и Етникосу, Мацукас је почетком 2009. прешао у редове Вердера из Бремена. Након уступања том клубу, Мацукас је потписао перманентни уговор са Вердером, где је наступао за резервисте све до лета наредне године.
После игара за Панејалиос и Калитеу, Мацукас је у августу 2013. потписао уговор са Ираклисом. Годину дана касније, прешао је у Фостирас. Касније је био члан Ахарнаикоса, а затим и Ламије.
Током сезоне 2017/18, био је члан Доксе Драме, а затим потписао за Аититос. Ту је био до децембра 2018, када је раскинуо уговор и клуб напустио као слободан играч. Почетком наредне године, током зимског прелазног рока, приступио је екипи Динама из Врања, за коју је био стрелац у припремној утакмици против чешког прволигаша Словачког, одиграној у Белеку. Након привременог одласка из клуба, по испадању из Суперлиге Србије, Мацукас се вратио у екипу крајем септембра 2019.

## Трофеји и награде
Олимпијакос
- Суперлига Грчкеː 2007/08.
- Куп Грчке: 2007/08.